# Затонський Володимир Петрович
Володи́мир Петро́вич Зато́нський (27 липня (8 серпня) 1888 , Лисець, Лисецька волость, Ушицький повіт, Подільська губернія, Російська імперія  — 29 липня 1938 , Київ ) — український радянський партійний і державний діяч. Академік ВУАН (обрано 26 червня 1929 року, спеціальність — хімія ; від 1936 року — АН УСРР, від 1937 року — АН УРСР).
Член ЦК КП(б)У в липні 1918 — квітні 1920 року, в листопаді 1920 — листопаді 1927 року, січні 1934 — січні 1938 року. Член Тимчасового ЦК КП(б)У в квітні — листопаді 1920 року. Член Центральної контрольної комісії КП(б)У в листопаді 1927 — січні 1934 року.
Член Політичного бюро ЦК КП(б)У з 6 лютого по 23 травня 1922 року, з 17 травня 1924 по 20 листопада 1927 року, з 27 лютого 1933 по 27 січня 1938 року. Кандидат у члени Політичного бюро ЦК КП(б)У з 23 травня 1922 по 12 травня 1924 року. Член Організаційного бюро ЦК КП(б)У та секретар ЦК КП(б)У з 12 грудня 1925 по 20 листопада 1927 року.
Член Центральної контрольної комісії ВКП(б) у грудні 1927 — січні 1934 року. Кандидат у члени ЦК ВКП(б) у лютому 1934 — січні 1938 року.
Учасник жорстокого придушення Кронштадтського повстання проти більшовицької диктатури, один із виконавців Голодомору в Україні (1932—1933) (Київська та інші області), керував демонтажем мозаїк і фресок Михайлівського Золотоверхого монастиря.
Страчений під час сталінських чисток наприкінці 1930-х років, посмертно реабілітований у 1956 році.
Батько літературознавця Дмитра Затонського.

## Життєпис

### Навчання

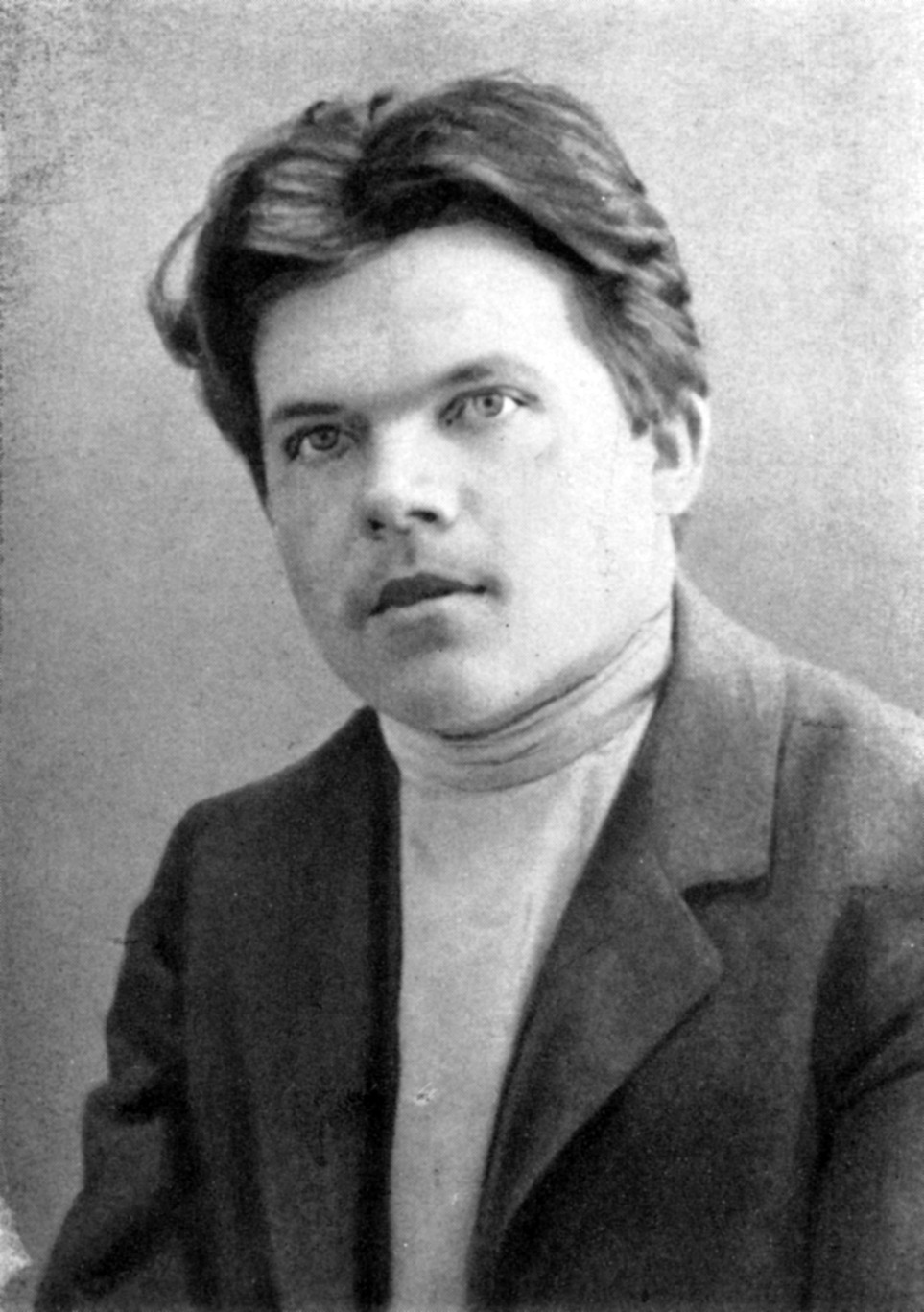
Володимир Затонський — студент Київського університету

Народився 27 липня (8 серпня) 1888 року в селі Лисець Лисецької волості Ушицького повіту Подільської губернії (нині Дунаєвецького району Хмельницької області) в сім'ї Петра Матвійовича та Олександри Йосипівни Затонських. Батько працював волосним писарем.
1895 року, щоб навчати дітей — старшого Володимира та молодшого Євгена — в місті, Затонські переїхали до Кам'янця-Подільського.
Володимир у 1898—1906 роках навчався у Кам'янець-Подільській гімназії. 1905 року Затонського разом з іншими організаторами «безпорядків» було виключено з гімназії. Тільки через три місяці, після тривалих клопотань батьків, «вигнанці» змогли повернутися до навчання.
1906 року, закінчивши гімназію, Затонський вступив на фізико-математичний факультет Київського університету. За участь у революційному русі Затонського двічі (1907 року та 1911 року) виключали з університету та висилали за місцем проживання. Так, 17 листопада 1907 року в університеті відбулася студентська сходка. За участь у ній Затонського виключили з університету. У 1907—1908 роках він викладав в учительському училищі в Чорнокозинцях. Завдяки клопотанню ліберально настроєних професорів — фізико-хіміка Олександра Сперанського та хіміка-органіка Сергія Реформатського, які помітили здібності Затонського до наукової роботи, через рік йому надано змогу повернутися до університету. 1912 року закінчив університет із дипломом першого ступеня, набув фах хіміка.

### Педагогічна та наукова діяльність
З вересня 1912 по грудень 1914 року викладав фізику в Київському землемірному училищі. У січні 1913 року Затонський влаштувався на роботу в Київський політехнічний інститут. На запит директора інституту до канцелярії київського губернатора надійшла відповідь за підписом віце-губнатора про те, що «Володимир Петрович Затонський, згідно із зібраними відомостями, не може бути визнаним політично благонадійним». Проте ліберальні професори, що, не поділяючи політичних поглядів Затонського, бачили в ньому надію вітчизняної науки, неофіційним шляхом добилися того, що Затонський тимчасово виконував обов'язки керівника практичних годин у фізичній лабораторії. Тільки 15 грудня 1914 року Володимира Петровича зарахували штатним викладачем фізики.
У Київському політехнічному інституті Затонський пропрацював до 1917 року.

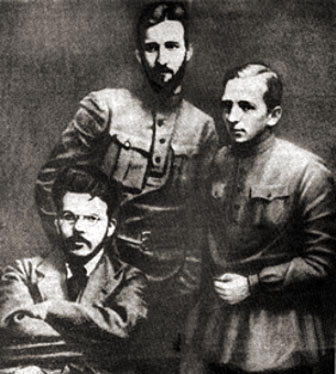
Члени Всеукраїнського центрального військово-революційного комітету Володимир Затонський, Юрій Коцюбинський і Андрій Бубнов. 1918 рік

Одночасно з педагогічною діяльністю Затонський проводив і науково-дослідну роботу. З січня 1915 по грудень 1917 року завідував хімічною лабораторією дослідних полів Всеросійського товариства цукрозаводчиків. Тут він розробляв проблеми, пов'язані із застосуванням хімічних препаратів для підвищення врожайності сільськогосподарських культур, вивчав процес добування азоту з повітря тощо. З жовтня 1916 по грудень 1917 року завідував побудовою дослідного заводу хімічних добрив.
19 липня 1915 року Затонський одружився з кам'янчанкою Оленою Самійлівною Раскіною, яка тоді працювала лікаркою однієї з київських клінік.

### Революційна діяльність
З 1905 року був членом Російської соціал-демократичної робітничої партії, меншовиком. Від березня 1917 року більшовик: член РСДРП(б), згодом — ВКП(б).
У травні 1917 року увійшов до складу Київського комітету РСДРП(б), а в листопаді 1917 рокуочолив його. Одночасно в листопаді 1917 року став членом новоутвореного Київського революційного комітету.
Був один із керівників збройного повстання в Києві після Жовтневого заколоту 1917 року в Петрограді. Один з організаторів Всеукраїнського з'їзду рад селянських, робітничих і солдатських депутатів, який проходив у Києві 4-6 грудня (17-19 грудня за новим стилем) 1917 року. Після невдачі цього проекту не поїхав до Харкова, як переважна частина делегатів-більшовиків, а залишився в Києві.
Очолював з 5 грудня 1917 року по 19 березня 1918 року Народне Секретарство освіти УНР.
Брав активну участь у більшовицькому захопленні влади в Україні. Завзято боровся проти Української Центральної Ради. Оцінюючи ситуацію в Україні наприкінці 1917 року, Затонський зазначав: «Поки ще серед українців розламу немає і не передбачається, а тому доводиться вести війну з українським народом, а більшовиків тільки невеличка жменька». Узагальнюючи власний досвід ведення агітації серед українців, відзначив: «Коли маса чула українську мову, вона помітно втихомирювалася і зацікавлювалася» .

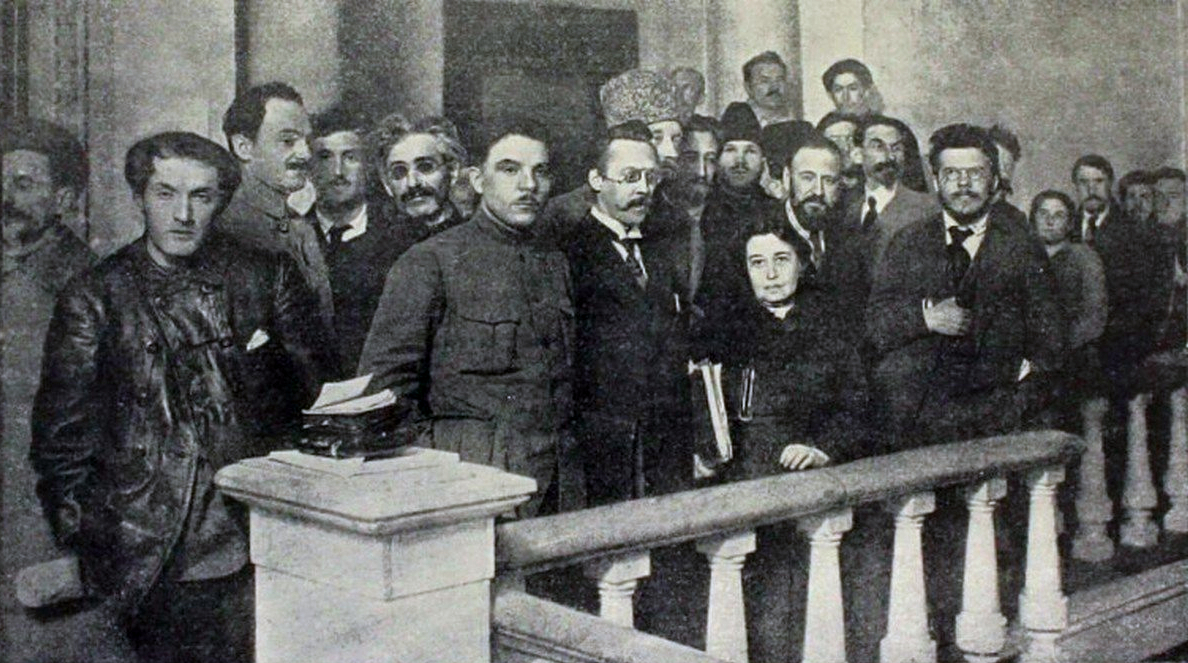
Керівні діячі КП(б)У під час українсько-більшовицької війни. Зліва направо: Олександр Хмельницький, Мойсей Рухимович, Мойсей Грановський, Володимир Юдовський, Климент Ворошилов, Володимир Мещеряков, Микола Подвойський, Анжеліка Балабанова, Християн Раковський, Микола Скрипник, Володимир Затонський

1 січня 1918 року в Петрограді уперше зустрівся з Леніном. Той запропонував залишитися в Петрограді представником Радянського уряду України в Раді народних комісарів. Тож 8 січня 1918 року Затонський, будучи народним секретарем народної освіти, одночасно стає ще й представником радянської Української Народної Республіки в Раді Народних Комісарів РСФРР. Відповідний документ, ухвалений на засіданні Раднаркому РСФРР, зазначав: «Народний секретар України т. Затонський входить як представник вільної Української Республіки до Ради Народних Комісарів з ухвальним голосом у справах, що стосуються України, і з дорадчим голосом в інших питаннях» . Ще раніше Народний Секретаріат України видав постанову про призначення Затонського народним секретарем Української Республіки при уряді Російської Федерації.
Близько місяця фактично виконував функції секретаря Леніна. У спогадах писав :
| «Значну частину дня я висиджував в Іллічевім кабінеті, виконуючи фактично обов'язки його секретаря. Він доручив мені розібрати деякі справи, ознайомитися з деякими питаннями, щоб потім стисло все йому розповісти. Тут же, в кабінеті, де я сидів, він приймав різних відвідувачів». |
На цих посадах, як і в подальшій діяльності, керувався настановою Леніна щодо дій у національному питанні зразкового неросійського комуніста: домагатися найповнішого (зокрема, й організаційного) злиття, а не тільки зближення робітників гнобленої нації з робітниками нації-гнобителя. Вільне володіння українською мовою ледь не коштувало Затонському життя під час антиукраїнського терору більшовицьких військ у Києві взимку 1918 року. Тільки мандат з особистим підписом Леніна врятував Затонського.
30 січня 1918 року приїхав у Київ (на той час — більшовицький) і нарешті взявся за справи секретаріату народної освіти, що він очолював. Уладнав він і справу з місцем своєї роботи, подавши 10 лютого заяву в Київський політехнічний інститут. Тож по інституту видано наказ «про тимчасове відрядження штатного викладача Володимира Петровича Затонського у розпорядження Народного Секретаріату Української Республіки, не зберігаючи утримання, але зі збереженням прав служби» . Проте до роботи в інституті Затонський так і не повернувся.
У лютому 1918 року очолив сформовану в Петрограді та невизнану країнами Четверного союзу делегацію радянської Української Народної Республіки для переговорів у Бересті-Литовському.
Від 25 березня до 18 квітня 1918 року очолював Центральний виконавчий комітет радянської Української Народної Республіки в Катеринославі та Таганрозі. З 18 квітня входив до складу Повстанбюро — був одним із керівників більшовицького підпілля в Україні. У цей історичний момент він обстоював ідею територіальної української комуністичної партійної організації і навіть разом із Миколою Скрипником протестував проти заяви наркома національностей РСФРР Йосипа Сталіна про те, що Україні «задосить гратися в Уряд і Республіку».
У липні 1918 року був комісаром ударного загону під час придушення лівоесерівського повстання в Москві.
17 — 30 листопада 1918 року — член Української Революційної військової ради (РВР). 28 листопада 1918 — січень 1919 року — член Тимчасового Робітничо-селянського уряду України в місті Курську. 30 листопада 1918 — 5 січня 1919 року — член РВР Української армії. З 8 січня 1919 року до 20 квітня 1920 року очолював Відділ освіти Тимчасового Робітничо-селянського уряду України.
У 1919—1920 роках Затонський був здебільшого на фронтах (член Революційної військової ради різних фронтів). Від 27 червня 1919 року виконував обов'язки члена Революційної військової ради 12-ї армії Західного фронту РСЧА в Києві, Новозибкові та Ніжині. Обіймав цю посаду до 17 травня 1920 року. За його прямими наказами без суду і слідства злочинці-більшовики вбивали сотні ні в чому не винних українських інтелігентів та селян.
З липня по грудень 1919 року — член Зафонтового бюро ЦК КП(б)У. 11 грудня 1919 — 19 лютого 1920 року — член Всеукраїнського революційного комітету в Ніжині та Києві. 17 травня — 20 липня 1920 року — член РВР 13-ї армії Південно-Західного фронту РСЧА в місті Олександрівську Катеринославської губрнії.
З початком польсько-радянської війни (1920) очолив західноукраїнський напрямок у діяльності ЦК КП(б)У. Від 23 квітня 1920 року він член Галицького організаційного комітету КП(б)У, від 3 серпня — член ЦК Комуністичної партії Галичини. Від 8 серпня до 21 вересня 1920 року — голова Галицького революційного комітету — однієї з маріонеткових і маскувальних структур російського імперського большевизму, (підтвердження недовіри московських більшовиків до галицьких партійних кадрів).
20 липня — 17 грудня 1920 року — член РВР 14-ї армії Південно-Західного фронту РСЧА в місті Тарнополі. 17 грудня 1920 — 13 травня 1921 року — член РВР 6-ї армії Південного фронту РСЧА.
Як народний комісар освіти зробив усе для закриття Кам'янець-Подільського державного українського університету. 3 вересня 1920 року, коли більшовики втретє володіли Кам'янцем-Подільським, нарком Затонський надіслав в усі освітні заклади України телеграму (російською мовою): «Необходимо обратить внимание на Каменецкий державный украинский университет. Каменецкие коммунисты находятся в плену у петлюровской интеллигенции. Реальных сил для поддержки на высоте университета в Каменце нет. Контингент слушателей никчемный. Безработные девицы и поповичи. В самом университете продолжают заседать выжившее из ума старцы и научные светила вроде гетмановского, затем петлюровского скарбника Лебедя-Юрчика, который читает там финансовое право. Профессора недурно устраиваются за счёт университета и поглядывают на запад. Всех их следует разогнать. В том виде, как он существует сейчас, университет компрометирует соввласть». Отак без жодних підстав, грубо й зневажливо Затонський принизив цілу плеяду українських інтелектуалів — Івана Огієнка, Леоніда Білецького, Дмитра Дорошенка, Василя Біднова, Євгена Тимченка, Михайла Драй-Хмару, Петра Бучинського, Юхима Сіцінського, Софію Русову та багатьох інших, які в ті часи працювали в університеті .
Від 20 грудня 1920 року до 15 грудня 1921 року Затонський був членом Революційної військової ради Київського військового округу.
8-16 березня 1921 року в Москві відбувся Х з'їзд РКП(б), який проголосив нову економічну політику, направив у 7-у армію близько 300 делегатів (зокрема і Затонського) для придушення Кронштадтського повстання. 18 березня повстання моряків та гарнізону фортеці було придушено. 23 березня 1921 року Затонського нагороджено орденом Червоного Прапора за участь у бойових діях як комісара бригади з придушення «Кронштадтського заколоту» .

### Партійна та державна робота

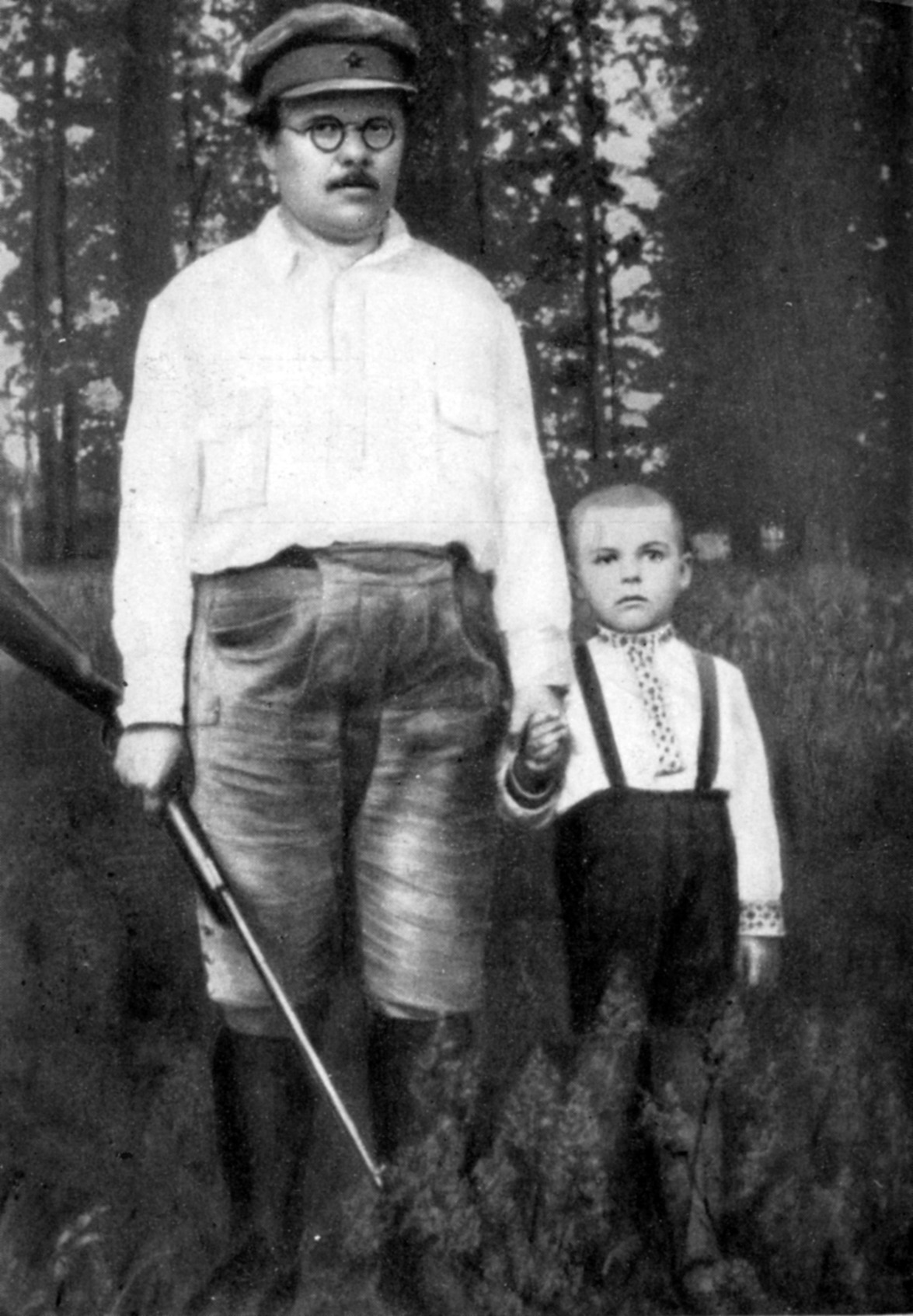
Із сином Дмитром на відпочинку. 1928 рік

Тільки наприкінці 1921 року нарешті перейшов на «мирну» роботу. Майже рік, від 15 грудня 1921 року до 30 жовтня 1922 року, очолював Всеукраїнську кооперативну спілку (Вукоопспілку), де, як згодом згадував, тільки через певний час «почав орієнтуватися в тому, що спочатку здавалося плутатиною».
За дорученням комуністичного керівництва був цензором літератури, надрукованої українською мовою. Наприкінці 1922 року Затонського ввели до складу уповноважених осіб, які від імені УСРР підписали договір про утворення СРСР.
Народний комісар освіти УСРР з 30 жовтня 1922 року до 14 березня 1924 року. У протоколі засідання Політбюро ЦК КП(б)У зазначалося, що «зміна керівництва наркомосу не має дати приводу для розмов про насильницьку русифікацію» .
На посаді народного комісара освіти доклав чимало зусиль, щоб ліквідувати ті відмінності між освітніми галузями в УСРР і РСФРР, які виникли у 1920—1922 роках під час наполеглевої розбудови незалежної української освітньої системи під керівництвом Григорія Гринька. На початку 1923 року виступив проти запропонованих Всеукраїнською академією наук засад розвитку української літературної мови, оскільки, на його думку, в основу цих засад брався наддністрянський говір.
З 14 березня 1924 по січень 1926 року знову на військовій роботі: член Революційної військової ради і начальник політичного управління Українського військового округу.
З 12 грудня 1925 по 3 березня 1927 року — секретар ЦК КП(б)У. Одночасно від травня 1926 року працював редактором газети «Комуніст».
З березня 1927 року до 28 лютого 1933 року — голова Центральної контрольної комісії ЦК КП(б)У, народний комісар робітничо-селянської інспекції УСРР та заступник голови Ради народних комісарів УСРР. З 1927 по 1930 рік також працював головним редактором журналу «Червоний шлях».
22 серпня 1928 року РНК УСРР видала постанову «Про утворення при раді народних комісарів УСРР Комітету хімізації народного господарства», голова комітету — В. П. Затонський (до 1934 року).
Наприкінці жовтня 1932 року призначений відповідальним за виконання хлібозаготівель в Київській області.

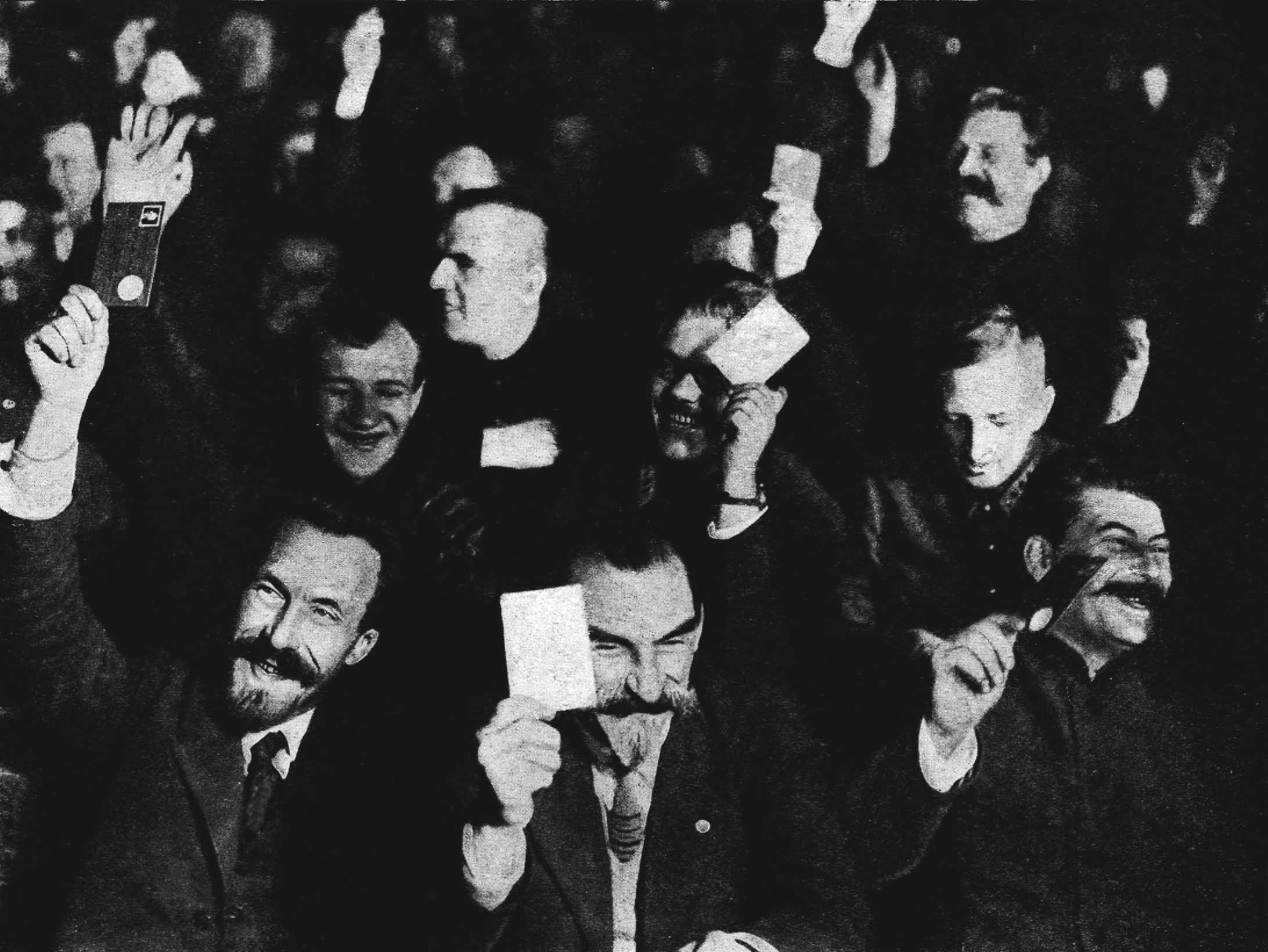
Затонський голосує під час П'ятнадцятого з'їзду Всесоюзної комуністичної партії (більшовиків). 1927

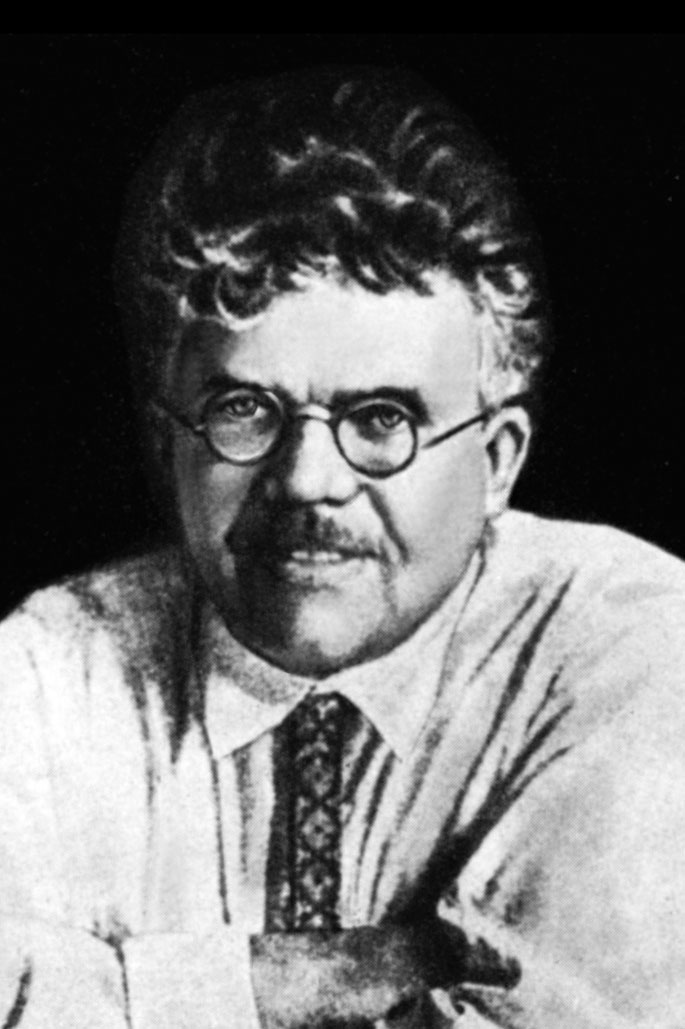
Володимир Затонський

Вчетверте зайняв найвищий пост в систему управління освітою української держави, очоливши Народний комісаріат освіти УСРР з 22 лютого 1933 по 3 листопада (22 грудня) 1937 року. Його призначення стало початком боротьби з «націонал-ухильництвом» Миколи Скрипника. Призначення застало Затонського дещо зненацька. За його словами, він навіть не мав переліку постанов, на яких варто обґрунтовувати критику шляхів розв'язання національного питання попереднім керівництвом Народного комісаріату освіти.
Одним із перших практичних кроків на новій посаді стало ініціювання наприкінці 1933 року ухвали про уніфікацію російської та української освітніх систем і написання спільних підручників. Під його керівництвом Народний комісаріат освіти УСРР хоча офіційно залишався українським, але фактично виконував директиви керівництва СРСР. В українських школах було збільшено кількість годин на вивчення російської мови та літератури.
Був членом Головної наукової редакції Великої Радянської Енциклопедії. У вересні 1933 року постановою ЦК КП(б)У його призначили головним редактором Української Радянської Енциклопедії .
На XVII з'їзді ВКП(б), що відбувся 26 січня — 10 лютого 1934 року в Москві, був головою лічильної комісії під час виборів керівних органів партії. За свідченням сина Володимира Петровича — Дмитра Затонського, батько казав, що, повідомивши Кагановича (той контролював роботу лічильної комісії від президії з'їзду) про наявність великої кількості бюлетенів проти членства Сталіна в Центральному Комітеті партії, він тим самим виніс собі смертельний вирок.

### Смерть

Володимир Затонський Малюнок художника Юрія Арцибушева

Завзято винищував національний зміст української культури, сприяв необґрунтованій зміні українського правопису 1933 року, схвалював репресії проти «ідеологічно невитриманих» працівників освіти. Водночас негативно ставився до проявів великодержавного шовінізму, був прихильником радянського, а не російського централізму. В умовах запровадження радянським керівництвом курсу на русифікацію це стало однією з причин його арешту та страти.
Заарештували 3 листопада 1937 року в кінотеатрі, куди він поїхав із дружиною, дочкою та зятем. Ввечері в квартирі провели обшук. Під час обшуку намагалися знайти речові докази шпигунства на користь буржуазної Польщі. Через кілька днів було заарештовано й дружину .
Безпідставно звинуватили в належності до «антирадянського українського націоналістичного центру». «Процес» під головуванням Ульріха тривав 20 хвилин. Вирок — 10 років тюремного ув'язнення без права листування. Але того ж дня, 29 липня 1938 року, Затонського розстріляли .
Реабілітований посмертно 10 березня 1956 року. 19 березня 1956 року поновлений в КПРС.

## Праці
- Національна проблема на Україні: (Доповідь на пленумі ЦК ЛКСМУ, червень 1926). — Харків, 1926.
- Матеріали до українського національного питання // Більшовик України. — 1927. — № 6.
- Уривки з спогадів про українську революцію // Літопис революції. — 1929. — № 4.
- Итоги ноябрьского пленума ЦК и ЦКК КП(б)У и задачи работников просвещения: Доклад и заключительное слово на пленуме ВУКа Работпрос (7—11 декабря 1933 г.). — Харьков, 1934.
- Національно-культурне будівництво і боротьба проти націоналізму: Доповідь та заключне слово на січневій сесії ВУАН. — К.: ВУАН, 1934.
- Национально-культурное строительство и борьба против национализма. — Москва, 1934.
- Про вчителів та школу: (Промови). — Харків, 1935.

## Пам'ять

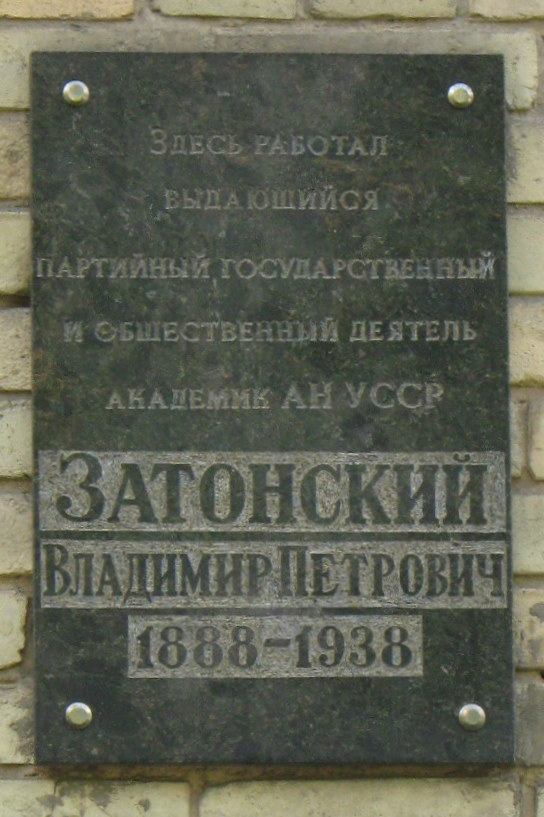
Меморіальна дошка на фасаді КПІ. Демонтовано

Меморіальна дошка на фасаді КНУ, яка пробула там з 1984 по 2018 рік

Назви на честь Затонського стали з'являтися ще при його житті. Так, 20 березня 1923 року в Кам'янці-Подільському Московська вулиця стала вулицею Затонського . Після оголошення Затонського «ворогом народу» вулиці повернули попередню назву. Також при житті Затонського Віньківці (нині Хмельницької області) було перейменовано на Затонськ, а Віньковецький район був Затонським. У листопаді 1938 року їм повернули попередні назви — Віньківці та Віньковецький район .
Після реабілітації знову стали з'являтися об'єкти, названі на його честь. 30 листопада 1961 року в Кам'янці-Подільському його іменем назвали нову вулицю в селищі цукрового заводу.
У 1961 році в Києві іменем Затонського названо вулицю в житловому масиві Відрадний, з 1992 року — вулиця Михайла Донця.
До квітня 2016 року в Одесі була вулиця Затонського, перейменована в вулицю Давида Ойстраха..
18 квітня 1966 року ім'я Затонського надали Кам'янець-Подільській міській бібліотеці, яке вона носила до 25 травня 2012 року, коли рішенням сесії міської ради ім'я було знято.
19 вересня 1968 року Кам'янець-Подільському педагогічному інститутові надано ім'я Володимира Затонського. Скасовано 1997 року при перетворенні педінституту на педуніверситет. У педінституті діяв музей Затонського, на одному з його корпусів (у Старому місті) була меморіальна дошка про навчання Затонського в гімназії.
1970 року в Хмельницькому на майдані біля будинку облпрофради було встановлено пам'ятник Затонському (гранітне погруддя) . Згідно з рішенням міської ради пам'ятник демонтовано 26 лютого 2014 року.
1977 року в селі Лисець відкрито пам'ятник Затонському (бюст) 28 квітня 2022 року під час дерусифікації України бюст було демонтовано.
У Києві Володимиру Затонському у 1984 році було встановлено дві меморіальні дошки:
- на фасаді головного корпусу Політехнічного інституту (проспект Берестейський № 37);
- на фасаді гуманітарного корпусу університету (бульвар Тараса Шевченка, № 14), де в перші роки радянської влади перебував Наркомат освіти України, який очолював В. П. Затонський. Дошка — бронза, горельєфний портрет; скульптор М. П. Рапай, архітектор Анатолій Ігнащенко[25]. Її демонтували під час хвилі декомунізації, а саме 23 листопада 2018 року[26].

27 лютого 1991 року Рада Міністрів Української РСР прийняла пропозицію Хмельницького облвиконкому про надання «імені українського радянського державного діяча Затонського Володимира Петровича Лисецькій середній школі Дунаєвецького району» та ухвалила «надалі іменувати її — Лисецька середня школа імені В. П. Затонського» .
У фільмі Купала (2020) забороненого до показу в Білорусі з'являється як епізодичний персонаж і на засіданні компартії Білорусі звинувачує ряд білоруських політичних діячів і діячів культури у націоналізмі, після чого більшість з них було вбито НКВС у Ніч Розстріляних поетів.